# Regression mot medelvärdet
Regression mot medelvärdet är ett statistiskt fenomen som innebär att när man gör upprepade försök på något som påverkas av okontrollerbara, slumpmässiga variabler så kommer ett försök som ger resultat som avviker från medelvärdet ge resultat som ligger närmare medelvärdet om man upprepar försöket. Begreppet förknippas historiskt med Francis Galton som i växtförädlingsförsök upptäckte att avkomman i genomsnitt hamnade närmare genomsnittet för populationen storleksmässigt än föräldragenerationen.

## Exempel
Väljer man ut en grupp elever för att de presterat sämre än genomsnittseleven vid något tillfälle i skolsammanhang för att titta på hur man ska få gruppen att prestera bättre, så kommer gruppen, på grund av fenomenet med regression mot medelvärdet, i framtiden förväntas prestera bättre även om ingen åtgärd vidtas.
Vid försök att utvärdera olika metoder för att behandla sjuka patienter kan fenomenet med regression mot medelvärdet göra att icke verksamma behandlingsmetoder kan verka ha effekt för att patienter ofta söker vård när de är ovanligt sjuka och sedan blir friskare.